# Завтрак на Плутоне
«Завтрак на Плутоне» (англ. Breakfast on Pluto) — художественный фильм в жанре комедийной драмы, поставленный режиссёром Нилом Джорданом по одноимённому роману Патрика Маккейба. Фильм был номинирован на «Золотой глобус», участвовал во внеконкурсной программе Берлинского кинофестиваля.

## Сюжет
Патрик Брэйден прогуливается по улицам Лондона и рассказывает младенцу своей подруги историю своей жизни. Эта история состоит из 36 глав.
Глава 1. В которой меня подкидывают. Женщина оставляет корзину с младенцем на пороге церкви, стучит в дверь и сбегает. Из слов малиновок понятно, что эта женщина — бывшая домработница священника Бернарда, а также она похожа на кинозвезду Митци Гейнор.
Глава 2. Туфли моей приёмной матери. Патрик примеряет женскую одежду и красит губы. Его застают приёмная мать и сводная сестра.
Глава 3. Мои друзья. Патрик играет со своими друзьями. Один из них, Дэвид, пугает горожан в костюме Далека.
Глава 4. Моя мать. Мистер Фили, отец одного из друзей Патрика, рассказывает как видел Эйли Бергин (мать Патрика) в Лондоне. На вопрос о внешности Мистер Фили показывает журнал Picturegoer с Митци Гейнор на обложке.
Глава 5. Мой отец. Патрик находит чек от священника Бернарда и понимает, что тот — его отец.
Глава 6. В которой меня неправильно поняли. В школьном сочинении Патрик описывает историю знакомства своих родителей в иронично-эротичном стиле.
Глава 7. Святая Киттен. В школе Патрик переводится на уроки домоводства и шьёт себе первое платье.
Глава 8. Деньги на танцы. Патрик с друзьями идёт на танцы, но его не пускают в клуб, тогда он уезжает с байкерами.
Глава 9. Звёздный путь. Байкеры делятся травкой и объясняют свою философию.
Глава 10. Перемены. На школьном уроке сексуального воспитания Патрик поднимает вопрос смены пола и после скандала сбегает из дома.
Глава 11. Могавки. Патрик путешествует с музыкальной группой «Могавки» и завязывает романтические отношения с солистом Билли Хатчеттом.
Глава 12. Моя карьера в шоу бизнесе. Патрик начинает выступления с группой на сцене, но это быстро заканчивается из-за гомофобных настроений среди зрителей.
Глава 13. Тайники. Билли поселяет Патрика в трейлере в безлюдном месте. Случайно Патрик узнает, что трейлер используется для передачи оружия между ячейками ИРА.
Глава 14. Очень, очень серьёзно. Лоуренс Фили, один из школьных друзей Патрика, умирает от бомбы террористов.
Глава 15. Глубокие воды. Патрик возвращается с похорон в трейлер и достав из тайника оружие, топит его в озере.
Глава 16. В которой я оказываюсь не в своей лиге. Боевики ИРА приезжают за оружием, Патрик чудом остаётся в живых.
Глава 17. Месть. Патрик уезжает в Лондон в поисках матери.
Глава 18. В которой я покидаю этот раздираемый распрями городок и пересекаю огромный и бушующий океан. В адресном бюро Патрик получает адреса женщин с фамилией Бергин.
Глава 19. На той улице где ты живешь? Поиск не дал результатов.
Глава 20. Сказка. На ночь Патрик остается на детской площадке, утром его находят и берут на работу аниматором.
Глава 21. Духи. Патрик подвергается попытке изнасилования, но спасается, брызнув духами в лицо нападавшему.
Глава 22. В которой Киттен обретает надежду. Патрик знакомится с иллюзионистом Берти.
Глава 23. Моя карьера в шоу бизнесе. Часть вторая. Берти приглашает Патрика на своё шоу, гипнотизирует его и внушает, что его мать находится в зрительном зале. Патрик начинает ассистировать Берти на его выступлениях.
Глава 24. Загадочные дамы. Чарли, школьная подруга Патрика, застаёт его под гипнозом и уводит с выступления.
Глава 25. Революция. Чарли сообщает новость о своей беременности.
Глава 26. Аборт. Патрик сопровождает Чарли на аборт, но та решает сохранить ребёнка.
Глава 27. Мои колготки! Они порвались. В то время как Патрик танцует, в клубе происходит теракт.
Глава 28. Киттен спасает мир. Патрика допрашивают как подозреваемого в совершении теракта.
Глава 29. Камера, милая камера. Патрика наконец отпускают.
Глава 30. Любовь — восхитительный дар. Патрик начинает заниматься проституцией. Однажды в метро ему кажется, что он видит свою мать.
Глава 31. Пять славных девушек — кооператив. Патрик уходит с улиц, чтобы танцевать стриптиз. Отец Бернард приходит как один из клиентов и открывает Патрику адрес его матери.
Глава 32. На той улице, где ты живёшь на самом деле. Патрик под видом служащей телефонной компании приходит к своей матери.
Глава 33. Храни меня в сердце. Патрик возвращается в родной город, чтобы поддержать Чарли перед родами.
Глава 34. Детки-конфетки. Местные жители недовольны поведением Патрика.
Глава 35. Сочельник. Церковь, в которой живёт священник Бернард, поджигают.
Глава 36. Меня на части разрывает. Чарли и Патрик уезжают в Лондон. Чарли рожает.

## В ролях
| Актёр          | Роль                               |
| -------------- | ---------------------------------- |
| Киллиан Мёрфи  | Патрик (Патриция) «Киттен» Брэйден |
| Лиам Нисон     | Отец Бернард                       |
| Стивен Ри      | Берти                              |
| Рут Негга      | Чарли                              |
| Брайан Ферри   | Мистер шёлковый ремень             |
| Брендан Глисон | Джон-Джо                           |
| Лоуренс Кинлан | Ирвин                              |
| Ян Харт        |                                    |

## Награды
Номинация на «Золотой глобус» за лучшую мужскую роль (комедия или мюзикл) (Киллиан Мёрфи).

## Саундтрек
1. The Rubettes — Sugar Baby Love
2. Джо Долан — You’re Such a Good Looking Woman
3. Гарри Нилссон — You’re Breaking My Heart
4. Дон Патридж — Breakfast on Pluto
5. Гарри Нилссон — Me and My Arrow
6. Бобби Голдсборо — Honey
7. Патти Пейдж — (How Much is) That Doggy in the Window?
8. Santo & Johnny — Caravan
9. Моррис Альберт — Feelings
10. Дасти Спрингфилд — The Windmills of Your Mind
11. Гэвин Фрайдэй & Киллиан Мёрфи — Sand (Глава 12. Моя карьера в шоу бизнесе.)
12. T-Rex — Children of the Revolution (Глава 25. Революции.)
13. Гэвин Фрайдэй — Wig Wam Bam (Глава 11. Могавки.)
14. Георг Фридрих Гендель — Садок-священник (англ. Zadok the Priest — антем, написанный Генделем в 1727 г. по случаю коронации английского короля Георга II).
15. Van Morrison — Madame George (Глава 32. На той улице, где ты живёшь на самом деле.)
16. Van Morrison — Cyprus Avenue (Глава 33. Храни меня в сердце.)
17. The Wombles — The Wombling Song (Глава 20. Сказка.)
18. Buffalo Springfield — Stop Children What’s That Sound (Глава 27. Мои колготки! Они порвались)